# Тайно нашествие
„Тайно нашествие“ (на английски: Secret Invasion) е американски сериал, създаден от Кайл Брадстрийт.
Базиран е върху едноименното събитие на Марвел Комикс. Сериалът излиза по Disney+ на 21 юни 2023 г. Сериалът е част от Киновселената на Марвел.
Това е десетият сериал от Марвел Студио и е част от Пета фаза.

## Главни герои
- Самюъл Джаксън – Ник Фюри
- Бен Менделсън – Тейлос
- Емилия Кларк – Г’ия
- Дон Чийдъл – Рава и Джеймс „Роуди“ Роудс / Бойната машина
- Кингсли Бен-Адир – Гравик
- Килиън Скот – Пегон
- Самюъл Адевунми – Бито
- Дърмът Мълроуни – Президент Ритсън
- Оливия Колман – Соня Фалсуърт
- Шарлейн Уудард – Вара / Присила Фюри
- Кристофър Макдоналд – Крис Стърнс
- Кейти Финеран – Роза Далтън

## Гостуващи герои
- Коби Смолдърс – Мария Хил
- Мартин Фрийман – Еверет Рос
- Шарлът Бейкър и Кейт Брейтуейт – Сорен
- Оу-Ти Фагбени – Рик Мейсън

## Епизоди
| № | # | Заглавие                     | Режисура  | Сценарий                        | Първо излъчване | Първо излъчване | Рейтинг (в милиони) |
| - | - | ---------------------------- | --------- | ------------------------------- | --------------- | --------------- | ------------------- |
| 1 | 1 | Възкръсване ("Resurrection") | Али Селим | Кайл Брадстрийт и Брайън Тъкър  | 21 юни 2023 г.  | 21 юни 2023 г.  | Излъчен онлайн      |
|   |   |                              |           |                                 |                 |                 |                     |
| 2 | 2 | Обещания ("Promises")        | Али Селим | Брайън Тъкър и Брант Енгълстийн | 28 юни 2023 г.  | 28 юни 2023 г.  | Излъчен онлайн      |
|   |   |                              |           |                                 |                 |                 |                     |
| 3 | 3 | Предаден ("Betrayed")        | Али Селим | Роксан Паредес и Брайън Тъкър   | 5 юли 2023 г.   | 5 юли 2023 г.   | Излъчен онлайн      |
|   |   |                              |           |                                 |                 |                 |                     |
| 4 | 4 | Обичана ("Beloved")          | Али Селим | Брайън Тъкър                    | 12 юли 2023 г.  | 12 юли 2023 г.  | Излъчен онлайн      |
|   |   |                              |           |                                 |                 |                 |                     |
| 5 | 5 | Жътва ("Harvest")            | Али Селим | Майкъл Бим и Брайън Тъкър       | 19 юли 2023 г.  | 19 юли 2023 г.  | Излъчен онлайн      |
|   |   |                              |           |                                 |                 |                 |                     |
| 6 | 6 | Дом ("Home")                 | Али Селим | Кайл Брадстрийт и Брайън Тъкър  | 26 юли 2023 г.  | 26 юли 2023 г.  | Излъчен онлайн      |
|   |   |                              |           |                                 |                 |                 |                     |